# مارتي بيرغن (لاعب كرة قاعدة)
مارتي بيرغن (بالإنجليزية: Marty Bergen)‏ هو لاعب كرة قاعدة أمريكي، ولد في 25 أكتوبر 1871 في نورث بروكفيلد في الولايات المتحدة، وتوفي في 19 يناير 1900.

## وصلات خارجية
- مارتي بيرغن على موقعبيزبول رفرنس.كوم (الدوري الرئيسي) (الإنجليزية)
- مارتي بيرغن على موقعبيزبول رفرنس.كوم (الدوري الثانوي) (الإنجليزية)
- مارتي بيرغن على موقع إي إس بي إن.كوم (أم.أل.بي) (الإنجليزية)
- مارتي بيرغن على موقع مشجعي الرسوم البيانية (الإنجليزية)